# Аленов галаго
Аленов галаго (лат. Sciurocheirus alleni) је врста полумајмуна из породице галага (Galagidae). 

## Распрострањење
Ареал врсте је ограничен на мањи број држава. Врста има станиште у Нигерији, Камеруну и Екваторијалној Гвинеји.

## Станиште
Станиште врсте су шуме и грмље.

## Угроженост
Ова врста није угрожена, и наведена је као последња брига јер има широко распрострањење.